# Arizona Coyotes
Az Arizona Coyotes egy amerikai profi jégkorongcsapat. Tagja a National Hockey League-nek, a Nyugati főcsoport Központi divíziójában szerepel. A 2024-25-ös szezontól kezdve a csapat a Utah állambeli Salt Lake City-ben fog játszani.

## Története
A franchise 1972-ben Winnipeg Jets néven kezdte a történetét. Egészen 1979-ig a rövid életű World Hockey Association-ben játszott a csapat. A World Hockey Association-ben töltött évek során háromszor hódították el a bajnokcsapatnak járó Avco World Trófeát, ötször kerültek be a bajnoki címért folyó döntőbe, és háromszor voltak divízió bajnokok. Miután a WHA megszűnt, a franchise 15 szezont töltött a National Hockey League-ben, ahol nem bizonyult túl sikeresnek. Tizenegyszer kerültek be a rájátszásba, ám sorra kiestek az első körben, ráadásul a csapat folyamatos pénzügyi problémákkal küzdött. Így 1996 tavaszán néhány phoenixi üzletember pénzügyi támogatásával Arizonába költözött a franchise, és az 1995-96-os NHL szezont már Phoenix Coyotes néven kezdték.
A Coyotes Arizonában többször is bekerült a rájátszásba, azonban sohasem jutottak tovább az első körnél. Mivel a franchise továbbra is pénzügyi problémákkal küzdött ezért 2001-ben egy újabb tulajdonosváltás következett be. Ekkor vásárolta meg Steve Ellman és Wayne Gretzky, aki 2005-től a csapat vezetőedzője. 2009 végén eladták a csapatot az NHL-nek, és az új vezetőedző a volt Dallas Stars edző, Dave Tippett lett.

## Jelenlegi keret
2012 február 11

### Csatárok
- 12  Paul Bissonette
- 89  Mikkel Bødker
- 8  Gilbert Brulé
- 24  Kyle Chipchura
- 19  Shane Doan (C)
- 15  Boyd Gordon
- 11  Martin Hanzal (A)
- 28  Lauri Korpikoski
- 22  Daymond Langkow
- 14  Taylor Pyatt
- 37  Raffi Torres
- 17  Radim Vrbata
- 13  Ray Whitney

### Hátvédek
- 33  Adrian Aucoin
- 23  Oliver Ekman-Larsson
- 16  Rostislav Klesla
- 53  Derek Morris
- 32  Michál Rozsíval
- 6  David Schlemko
- 20  Chris Summers
- 3  Keith Yandle (A)

### Kapusok
- 1  Jason LaBarbera
- 41  Mike Smith

## Csapatkapitányok
Megjegyzés: Ez a lista nem tartalmazza a Winnipeg Jets csapatkapitányait.
- Keith Tkachuk, 1996–2001
- Teppo Numminen, 2001–2003
- Shane Doan, 2003–2017

## Díjak és trófeák
Jack Adams-díj
- Bob Francis: 2002

King Clancy-emlékkupa
- Shane Doan: 2010

Mark Messier-díj
- Shane Doan: 2012

## Klubrekordok
Pályafutási rekordok (csak a Coyotes-szal ill. Jets-szel)
- Legtöbb pont: 929, Dale Hawerchuk

Szezonrekordok (csak Coyotes-rekordok)
- Legtöbb gól: 52, Keith Tkachuk (1996–1997)
- Legtöbb gólpassz: 48, Shane Doan (1998–1999)
- Legtöbb pont: 86, Keith Tkachuk (1996–1997)
- Legtöbb pont (hátvéd): 59, Keith Yandle (2010–2011)
- Legtöbb pont (újonc): 54, Peter Mueller (2007–2008)
- Legtöbb kiállitásperc: 324, Daniel Carcillo (2007–2008)

Kapusrekordok – szezon
- Legtöbb győzelem: 42, Ilja Nyikolajevics Brizgalov (2009–2010)

## Visszavonultatott mezszámok
- 19 Shane Doan (2019. február 24.)[3]

## Külső hivatkozások
- A Phoenix Coyotes hivatalos honlapja Archiválva 2006. április 24-i dátummal a Wayback Machine-ben